# Pio von Pietrelcina

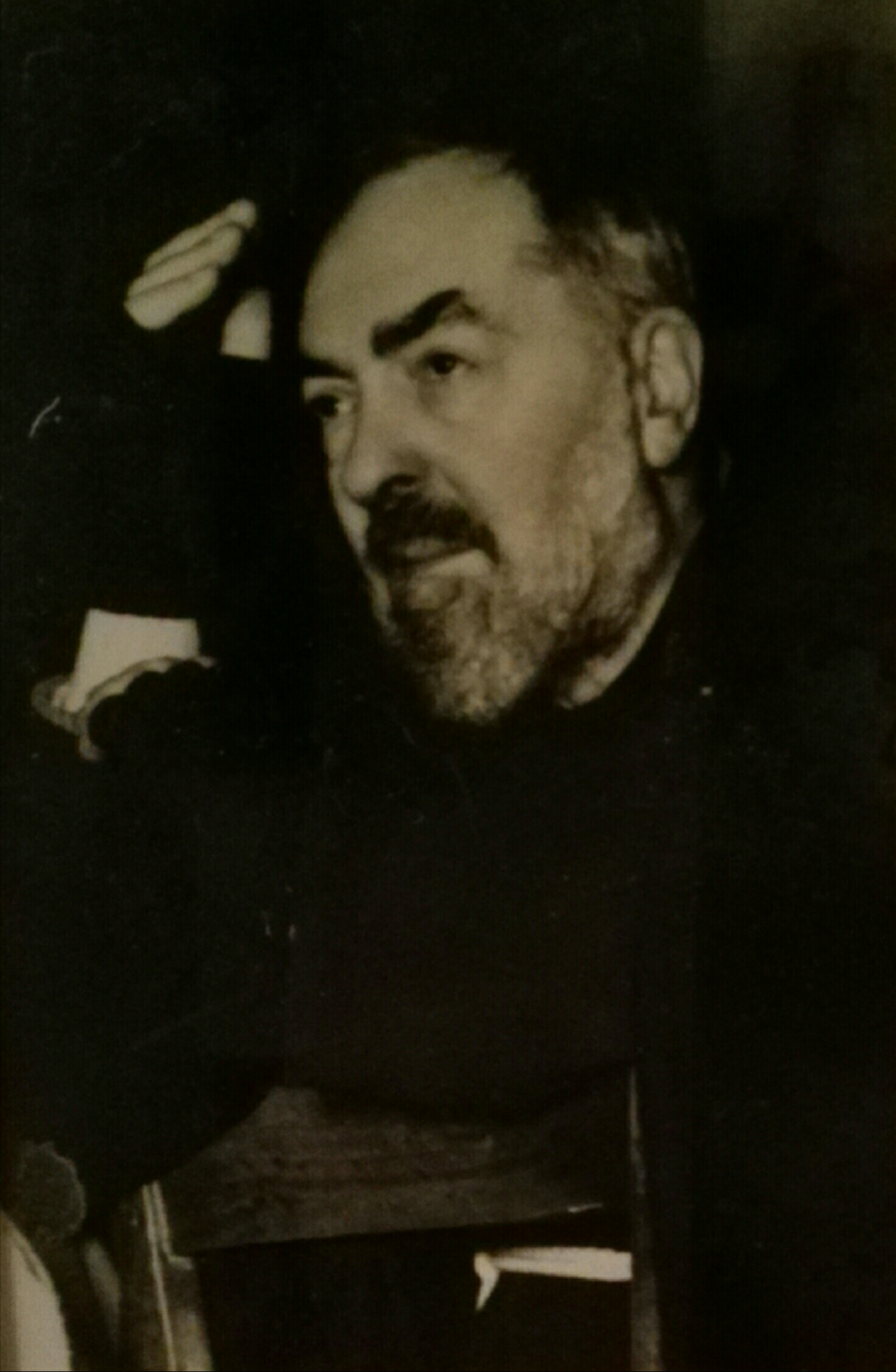
Pater Pio

Pio von Pietrelcina, bekannter als Pater Pio (italienisch Padre Pio; * 25. Mai 1887 in Pietrelcina, Provinz Benevento, Kampanien, Königreich Italien als Francesco Forgione; † 23. September 1968 in San Giovanni Rotondo in der italienischen Provinz Foggia), war Kapuziner und Ordenspriester. Papst Johannes Paul II. sprach ihn 1999 selig und 2002 heilig. Um Pater Pio entwickelte sich bereits zu Lebzeiten ein Kult; er gilt als einer der beliebtesten Heiligen Italiens.

## Leben

### Kindheit und Ordenseintritt

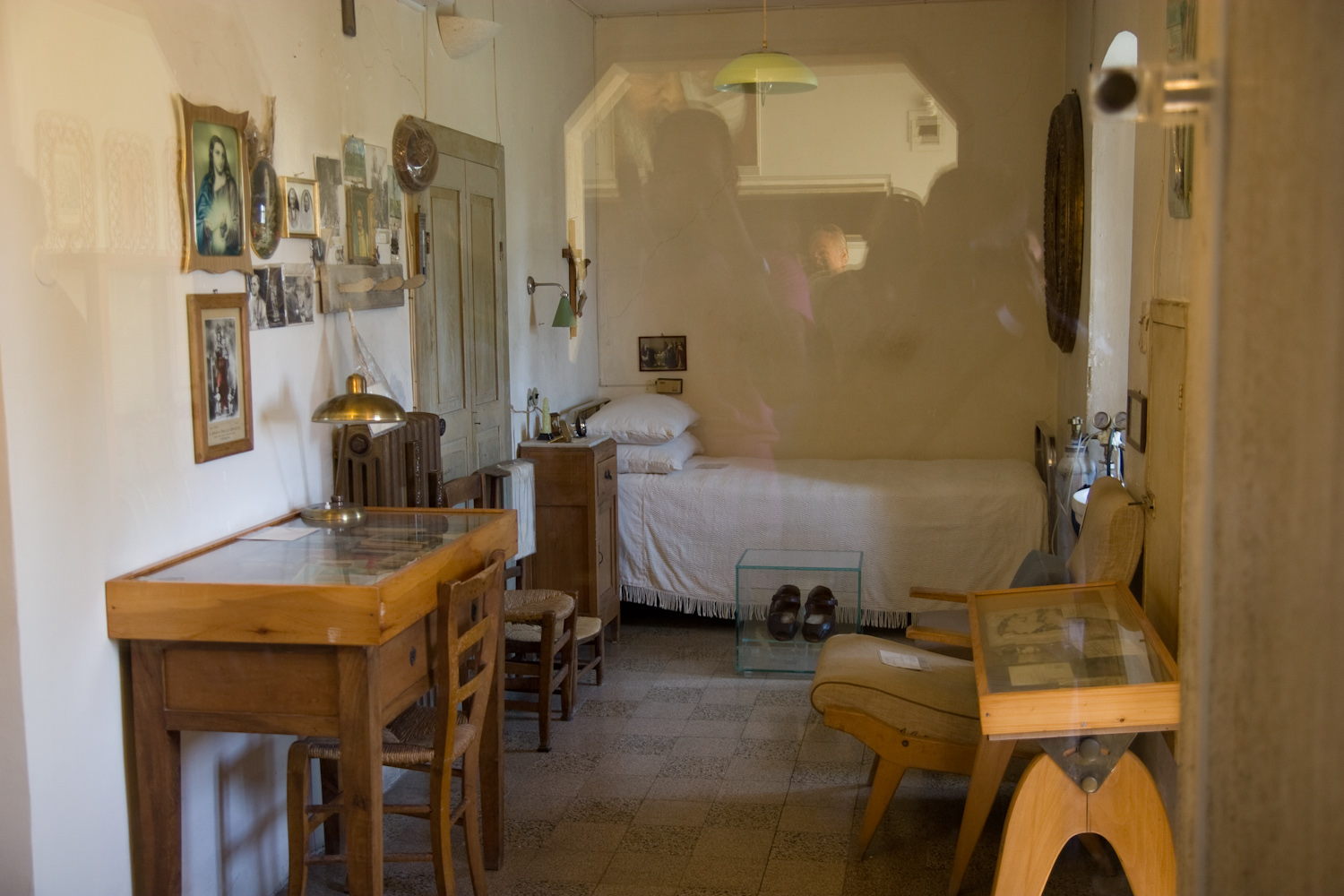
Klosterzelle Pater Pios im Konvent von San Giovanni Rotondo

Francesco Forgione war das achte Kind von Grazio Forgione, einem Bauern, und Maria Giuseppa di Nunzio. Eine seiner drei jüngeren Schwestern wurde Birgittin.
Im Alter von ungefähr vierzehn Jahren fühlte er sich zum Ordensleben als Kapuziner berufen. Am 6. Juli 1902 bewarb sich Francesco als Aspirant bei den Kapuzinern in San Giovanni. Nach Beendigung der Schulzeit trat er im Alter von sechzehn Jahren am 6. Januar 1903 als Postulant den Kapuzinern von Morcone bei, bei denen er am 22. Januar zur Einkleidung den Ordensnamen Pio (der Fromme) erhielt.

### Ordensleben und Priestertum
Nach den zeitlichen Gelübden am 22. Januar 1904 begann Bruder Pio mit dem Studium. Nach Aufenthalten in Sant’Elia a Pianisi und San Marco in Lamis wurde er 1907 nach Serracapriola entsandt und legte am 27. Januar 1907 die ewigen Gelübde ab. 1909 wurde er nach Morcone geschickt und empfing am 18. Juli die Weihe zum Diakon. Am 10. August 1910 wurde er – mit einem Dispens vorgezogen – in der Kathedrale von Benevent zum Priester geweiht und feierte am 14. August 1910 die Primiz in der Kirche Santa Maria degli Angeli in Pietrelcina.
Nach der Priesterweihe verbrachte Pater Pio wegen seines schlechten Gesundheitszustands die Jahre zwischen 1910 und 1916 nicht im Kloster, sondern – mit der Erlaubnis des Kapuzinerordens – im Haus seiner Familie in Pietrelcina. 1915 wurde er zur Armee eingezogen, durfte diese aber zu einem einjährigen Genesungsurlaub wieder verlassen. Im Jahre 1918 erklärte man ihn wegen einer doppelseitigen Lungenentzündung schließlich für dienstuntauglich.
1916 wurde Pater Pio in den Konvent Unserer Lieben Frau von der Gnade nach San Giovanni Rotondo im Vorgebirge von Gargano entsandt, der zu jener Zeit nur noch aus sieben Ordensbrüdern bestand. Dort blieb er bis zu seinem Tode 1968.

### Stigmata

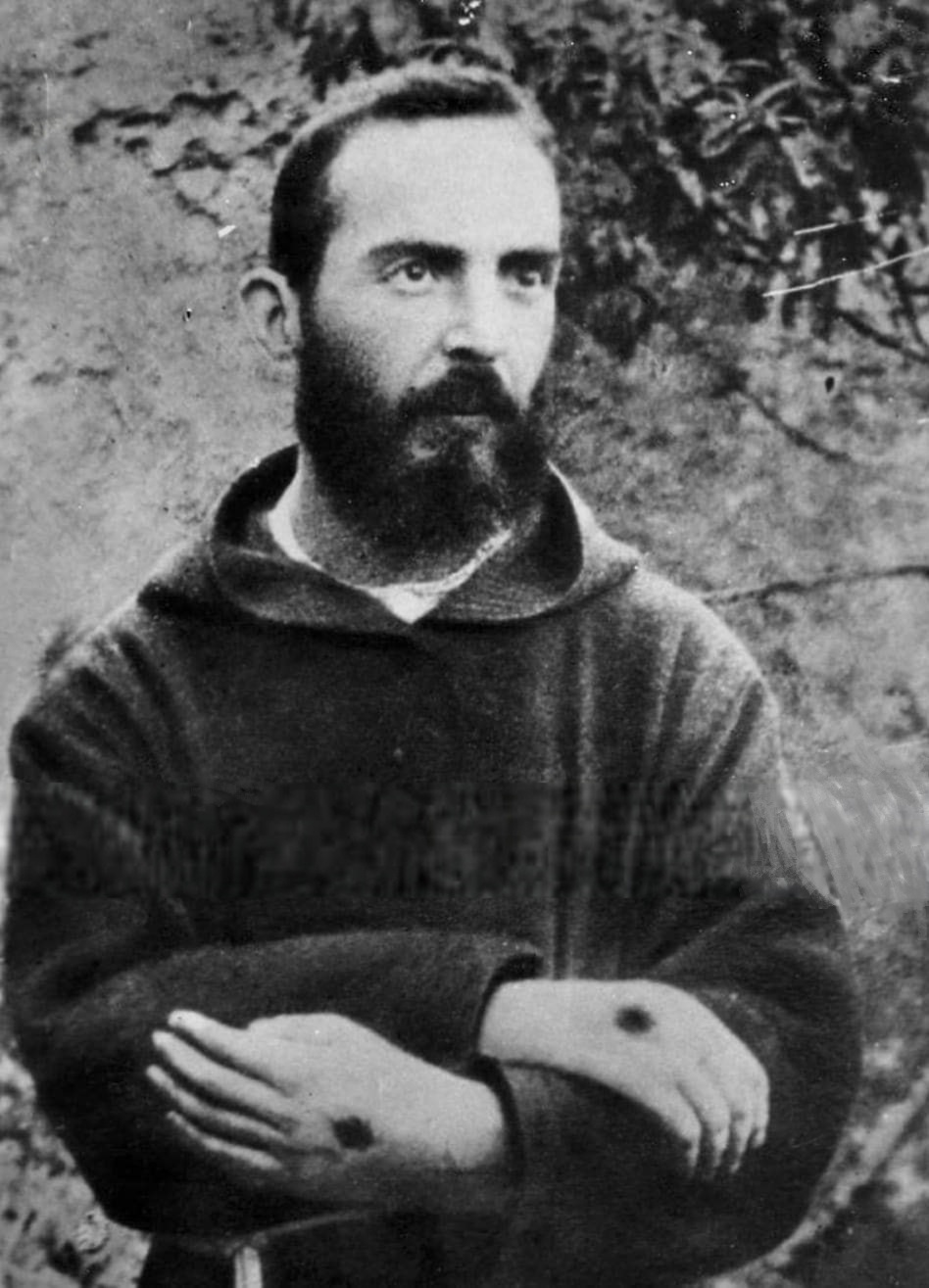
Fotografie der Stigmata aus dem Sommer 1919 (Ausschnitt)

Schon in einem Brief vom 21. März 1912 an seinen geistlichen Begleiter und Beichtvater Pater Agostino schrieb Pater Pio von seiner Hingabe an den mystischen Leib Christi und der Ahnung, dass er, Pio, eines Tages selbst die Wundmale Christi tragen werde. Der italienische Historiker Sergio Luzzatto weist darauf hin, dass Pater Pio in diesem Brief nicht kenntlich gemachte Textstellen aus einem Buch der stigmatisierten Mystikerin Gemma Galgani verwendete. Später habe er abgestritten, das zitierte Buch zu besitzen.
Nach eigener Aussage seien bei Pater Pio erstmals sichtbare Wunden (Stigmata) nach seiner Vision am 20. September 1918 aufgetreten. Die Vision habe sich nach dem Dankgebet im Chor ereignet. Sie habe den Herrn in der Haltung eines Gekreuzigten gezeigt, der die Undankbarkeit der Menschen beklagte, besonders jener, die sich ihm geweiht hätten. Dies habe das Leiden des Herrn und seinen Wunsch offenbart, Seelen mit seinem Leiden zu vereinen. Er habe Pater Pio „eingeladen, an seinen Beschwernissen teilzuhaben und diese zu betrachten“. Pater Pio sei dann voll des Mitgefühls für die Leiden des Herrn gewesen; und nach einer Frage, was er tun könne, habe er die Stimme Christi gehört, die ihn mit seinem Leiden vereinte. Nachdem die Vision verschwand, habe er „diese Zeichen hier“ gesehen, „aus denen das Blut herabtropfte“. Um die Wunden an den Händen zu verbergen, trug Pater Pio meist fingerlose Handschuhe.

### Vorwurf der Verwendung chemischer Substanzen
Kritiker führten die Wunden auf die Verwendung ätzender Substanzen zurück. Luzzatto erarbeitet in seinem Buch über Pater Pio eine Indizienkette, die eine natürliche Verursachung der Wunden durch den gezielten Einsatz von Phenol (Karbolsäure) plausibel erscheinen lässt. Über die Cousine des Apothekers Valentini Vista soll Pio versucht haben, dieses in größeren Mengen zu beziehen. Die Cousine gehörte zu einem Kreis frommer Frauen, die Luzzatto zufolge in San Giovanni Rotondo ein und aus gingen. In einem erhaltenen Brief benennt Pio als Verwendungszweck des Phenols die Desinfektion von Spritzen. Bei dieser Cousine soll er auch um eine große Menge Veratrin gebeten haben, eine äußerst giftige Mischung verschiedener Alkaloide, sowie um weitere Medikamente. Die Einnahme des Nerven- und Insektengiftes Veratrin hat eine Unempfindlichkeit gegen Wundschmerzen zur Folge. Pater Pio habe Vista keine ärztlichen Rezepte vorgelegt, wie dieser anmerkt. Vista zog den Bischof von Foggia, Salvatore Bella, ins Vertrauen und zeigte ihm entsprechende Briefe. Bella schickte diese Dokumente an das Heilige Offizium in Rom. Nachdem Luzzattos Veröffentlichungen in Italien Aufsehen erregt hatten, erklärte der Kapuzinerorden im September 2007, Pater Pio sei in seinem Konvent auch für medizinische Dienste zuständig gewesen, und wiederholte die bereits 1921 von Pater Pio abgegebene Erklärung, dass das Phenol zur Desinfektion von Spritzen benutzt worden sei.

### Entwicklung des Kultes um Pio
Seit 1919 gab es Anzeichen für das Herausbilden eines Kultes um Pio. Ebenfalls 1919 erschienen Berichte über Pio in französischen und spanischen Zeitungen. In Spanien erschienen auch die ersten beiden Biographien von Pio. Bewohner von San Giovanni Rotondo sammelten blutgetränkte Taschentücher auf und verwendeten sie zu Hause als Heilmittel. Ein Fotograf fertigte Bilder von Pio an, die als Postkarten kursierten und die Handstigmata zeigten. Gegenstände, die Pio berührt hatte (Hemden, Gürtel und Stühle), wurden von fanatisierten Anhängern zerschnitten und aus dem Kloster mitgenommen. Bereits in dieser Zeit besuchten jeden Tag Hunderte Menschen Pio, wie eine italienische Zeitung berichtete. Neben den Anhängern meldeten sich von Anfang an auch Zweifler, darunter die sich selbst so benennende „Gruppe der Treuen“, die sich per anonymen Briefen an das Heilige Offizium wandten. Sie beschrieben die angeblichen Wunder als Produkte der „überhitzten Imagination“ der Menge und benannten Verfehlungen der Mönche.
Bereits 1919 versuchte der Provinzialminister des Kapuzinerordens, Pietro von Ischetella, den Kult um Pio einzuschränken. Er verbot z. B. Laien, das Refektorium des Klosters zu betreten. Keinem Journalisten und Fotografen sollte das Betreten des Klosters erlaubt werden. Pietro von Ischetella versuchte zu verhindern, dass Gegenstände von Pio aus dem Kloster gebracht werden konnten.

### Einschränkungen bei der Ausübung des priesterlichen Dienstes
Im Juni 1922 plante der Sekretär des Heiligen Offiziums, Kardinal Rafael Merry del Val, die Befugnisse Pios als Priester stark einzuschränken. Er sollte von Gläubigen bestmöglich isoliert werden, seine Stigmata sollte er nicht länger der Öffentlichkeit präsentieren und seine Beziehung zu Pater Benedetto sollte beendet werden. Außerdem wurde vorgeschlagen, Pio an einen anderen Ort zu entsenden. Dieses Ansinnen, von Seiten des Vatikans mehrfach in Angriff genommen, wurde letztlich nie ausgeführt. Entscheidend waren sowohl die Tatsache, dass Pio die Unterstützung faschistischer Kreise genoss, als auch die Befürchtung, dass gewalttätige Reaktionen der religiösen Bevölkerung ausgelöst werden könnten.
1923 gab das Heilige Offizium in einer am 31. Mai veröffentlichten Erklärung bekannt, dass es in Bezug auf die Pater Pio zugeschriebenen Phänomena keinen Beweis für übernatürliches Eingreifen gebe (non constare de eorundem factorum supernaturalitate), und wies die Gläubigen an, sich daran zu halten. Pater Pio wurde verboten, die Heilige Messe in der Öffentlichkeit zu feiern. 1931 wurde durch das Heilige Offizium seine Erlaubnis, Beichten hören zu dürfen, widerrufen. Doch 1933 wurde die Beichterlaubnis schrittweise wiedergestellt, zusammen mit der Erlaubnis, auch die Messe wieder in der Öffentlichkeit zu feiern. 1941 wurde ihm nach Bitten des Generaloberen des Kapuzinerordens vom Heiligen Offizium die Erlaubnis erteilt, auch an den Nachmittagen in der Kirche Beichte zu hören; 1948 hörte er die Beichte Karol Wojtyłas, des späteren Papstes Johannes Paul II.
Während des Zweiten Vatikanischen Konzils suchten viele Bischöfe Pater Pio in Giovanni Rotondo auf. 1964 schließlich machte Kardinal Ottaviani als Präfekt des Heiligen Offiziums bekannt, dass Pater Pio „sein Amt in voller Freiheit ausüben möge“. Die Einstellung des Vatikans zum Wirken Pios unterlag über Jahrzehnte hinweg großen Schwankungen. Gleiches gilt für zeitweilige Einschränkungen Pios. Letztlich war es Johannes Paul II., der die Kanonisierung betrieb und so die zustimmende Bewertung Pios durch die katholische Kirche festschrieb.

### Pio als Teil des Klerikalfaschismus
Luzzatto rekonstruiert die offene Unterstützung Pater Pios für die faschistische Bewegung ab 1920. Damals habe sich „um Padre Pio herum ein klerikal-faschistisches Gemisch herausgebildet“ und der Padre habe gegenüber Benito Mussolini eine positive Haltung eingenommen.
San Giovanni Rotondo, ein abgelegenes Städtchen in karger Landschaft, dessen Analphabetenanteil im Jahr 1920 bei über 90 % lag, bildete zunächst das politische Umfeld von Pio. Nach dem Ersten Weltkrieg geriet Italien in einen politischen Umbruch mit bürgerkriegsartigen Erscheinungen, wobei sich das sozialistische und das faschistische Lager gegenüberstanden. Auf sozialistischer Seite gab es starke anti-religiöse und antiklerikale Strömungen. Am 14. Oktober 1920 ereignete sich in San Giovanni Rotondo ein Massaker, bei dem ein Marsch der Sozialisten vom konservativen Block, dem Fascio d‘Ordine, gebildet aus der (katholischen) Populären Partei PPI, den Liberalen und der Veteranen-Organisation angegriffen wurde. Dabei starben elf Bauern, alle aus dem Lager der Sozialisten. Wenige Wochen später nahm der Vorsitzende des konservativen Blocks Kontakt zu Padre Pio auf. Später ließen sich die faschismusnahen Organisationen der Veteranen von ihm an Mariä Himmelfahrt (15. August 1920) die Flagge segnen. Vermittelt durch eine junge Frau, deren geistlicher Führer Pio war, kam es wenig später zum Treffen zwischen ihm und dem faschistischen Politiker Giuseppe Caradonna aus der Provinz Foggia. Pio wurde Beichtvater von Caradonna und den Angehörigen seiner Miliz. Nach Luzzatto kam es durch den Kontakt mit Caradonna zur Etablierung einer regelrechten Prätorianergarde um Pio, die verhindern sollte, dass er aus San Giovanni Rotondo von kirchlicher Seite entfernt werden könne. Aus derartigen Anfängen bildete sich im Lauf der Zeit das klerikalfaschistische Gemisch, an dessen Entstehen Padre Pio gemäß der Rekonstruktion von Luzzatto seinen Anteil hatte. Nach Luzzatto hatte Pio damals eindeutig Partei ergriffen für die Sache der Veteranen. Umgekehrt waren die Sozialisten häufig antiklerikal eingestellt und kritisierten Pio auch öffentlich.
Ein wichtiger Anhänger von Pio war Emanuele Brunatto, einer der ersten Biografen von Pio (Biografie veröffentlicht 1926 unter dem Pseudonym Giuseppe De Rossi). Brunatto vermittelte zwischen den Anhängern von Pio und den leitenden Figuren der faschistischen Bewegung. Der Verleger dieses Buches und weiterer Biografien zu Pio war Giorgio Berlutti, seinerseits Teil der intellektuellen Unterstützung des Marschs auf Rom. Nach Luzzatto war die Publikation der Biografien Teil des Versuchs, Padre Pio den faschistischen Meinungsführern bekannt zu machen. Brunatto war evtl. ab 1931, spätestens aber ab 1935 im Auftrag der faschistischen Regierung und von ihr finanziert in Frankreich als Spion tätig. Pio war in mehrfacher Hinsicht verbunden mit seinem Biografen Brunatto: Dieser fungierte als geschäftsführender Direktor einer Aktiengesellschaft namens „Anonima Brevetti Zarlatti“, die Patente für Diesellokomotiven verkaufte. Luzzatto wies anhand von handschriftlichen Notizen Pios nach, dass dieser direkt an geschäftlichen Vorgängen der „Anonima Brevetti Zarlatti“ beteiligt war. Die Aktionäre kauften im Vertrauen auf die Beteiligung Pios entsprechende Aktien. Nachdem die Gesellschaft bankrottgegangen war, hatten die Aktionäre den entsprechenden Schaden. Der Historiker Luzzatto bezeichnet Brunatto als „chronischen Lügner“ und Betrüger, der Anhänger von Padre Pio mit Personen aus der faschistischen Hierarchie und ebenso mit führenden Personen aus dem Vatikan zusammenbrachte.

### Das KrankenhausLa Casa sollievo della sofferenza
Bereits 1925 wurde von Pater Pio in San Giovanni Rotondo ein altes Kloster in eine Klinik mit nur wenigen Betten umgewandelt, die für Menschen in großer Not gedacht waren. 1940 fand sich ein Komitee zusammen, das die Gründung einer Klinik in den Anliegen Pater Pios zur Absicht hatte und das Projekt mit Spenden unterstützte. Die Bauarbeiten begannen 1947. Nach Luzzatto kam der Hauptteil des Geldes für die Finanzierung des Krankenhauses direkt von Brunatto, der mit Schwarzmarktgeschäften im von Nazi-Deutschland besetzten Frankreich ein Vermögen gemacht hatte. In der von Luzzatto als „hagiographisch“ bezeichneten Geschichtsschreibung werde die Rolle der Journalistin Barbara Ward bei der Finanzierung überbetont. Ward war die Verlobte von Robert Jackson, des Vizesekretärs der UNRRA. Die UNRRA war die entscheidende Institution beim Wiederaufbau von Nachkriegs-Italien. Von der UNRRA flossen letztlich 250 Millionen Lire in die Errichtung des Krankenhauses. Nach Luzzatto sei der Betrag von Brunatto allerdings doppelt so groß gewesen.
Beteiligt an den Verhandlungen zur Finanzierung durch die UNRRA waren auch Lodovico Montini, Spitzenpolitiker der Democrazia Cristiana, und sein Bruder Giovanni Battista Montini, Vizestaatssekretär des Vatikans und spätere Papst Paul VI. Lodovico Montini wurde der Verhandlungsführer einer Delegation, die im Auftrage des Staates Italien mit der UNRRA verhandelte, sein Bruder verhandelte im Auftrag des Vatikans. Bemerkenswert ist die große Summe, die an das Krankenhaus floss, denn das Italienische Rote Kreuz etwa, zuständig für ganz Italien, erhielt damals nur 130 Mio. Lire. Das Krankenhaus sollte zunächst den Namen des 1947 verstorbenen Präsidenten der UNRRA – Fiorello LaGuardia – erhalten. Selbst eine entsprechende Inschrift war am entstehenden Gebäude angebracht, verschwand aber im Lauf der Fertigstellung. Durch entsprechende Interventionen der Verhandlungsführer und, so Luzzatto, der „Pater-Pio-Lobby“ wurde letztlich das Projekt umbenannt und als Werk von Pater Pio hingestellt.
1956 wurde die Casa sollievo della sofferenza („Haus der Linderung der Leiden“) in der Stadt San Giovanni Rotondo eröffnet und von Pater Pio direkt dem Heiligen Stuhl übergeben. 1967 wurde das Krankenhaus erweitert. Die Klinik, eine von nur zweien, die der Gerichtsbarkeit des Papstes unterstehen, verfügt mittlerweile über 1000 Betten.

### Tod in San Giovanni Rotondo
1968 begann sich Pater Pios Gesundheit zu verschlechtern, weshalb er zuletzt einen Rollstuhl gebrauchen musste. Er feierte seine letzte Heilige Messe in den frühen Morgenstunden des 22. September 1968 und starb am Tag darauf morgens um 2:30 Uhr im Alter von 81 Jahren mit den Worten „Jesus, Maria“, die er noch einmal wiederholte. Zur kirchlichen Begräbnisfeier kamen über 100.000 Menschen. Angeblich verschwanden nach seinem Tod die Stigmata.

## Medizinische und kirchliche Untersuchungen von Pater Pio

### Luigi Romanelli, medizinischer Bericht von 1919
Luigi Romanelli, leitender Chirurg des öffentlichen Krankenhauses von Barletta, ging von einer übernatürlichen Verursachung der Wunden Pater Pios aus und schrieb über seine Ansichten im Mai 1919 einen Bericht. Offenbar hatte er aber die Wunden von Pio nie untersucht. Luzzatto schreibt, dass Romanelli zweimal zu Padre Pio um Segnungen gebetet hatte, die aber ausgeblieben seien. Daher reiste Romanelli zu Padre Pio, der ihn jedoch abwies.

### Amico Bignami, medizinische Untersuchung von 1919
Der Pathologe Amico Bignami führte 1919 eine medizinische Untersuchung der Wunden Pater Pios durch und kam zu dem Schluss, es handle sich um eine Nekrose der Haut, die mit Hilfe von Chemikalien, etwa Jodtinktur, an der Abheilung gehindert werde.

### Giorgio Festa, medizinische Untersuchungen 1919 und 1920
Der Mediziner Giorgio Festa untersuchte Pater Pio 1919 und 1920. Er war offenbar beeindruckt vom Wohlgeruch der Stigmata. Festa – wie zuvor Bignami – beschrieb die Seitenwunde als kreuzförmig. Insgesamt kam Festa in seinem Bericht an das Heilige Offizium von 1925 zu einem wohlwollenden Urteil und attackierte die kritische Ansicht Agostino Gemellis zu den Stigmata Pios, wobei theologische Argumente die Hauptrolle spielten.

### Agostino Gemelli, psychiatrische Untersuchung von 1920 und medizinisch-psychiatrische Untersuchung 1925
Eine psychiatrische Untersuchung wurde durch den Psychiater, Franziskaner und Priester Agostino Gemelli im Jahr 1920 durchgeführt. Er kam zu dem Urteil, dass Francesco Forgione ein Mann sei von „eingeschränktem Wissensbereich, niedriger psychischer Energie, monotonen Ideen, wenig Willen.“ Gemelli beurteilte Pio ausgesprochen kritisch: „Es handelt sich um einen Fall von Suggestion, unbewußt eingepflanzt von Vater Benedetto in den schwachen Geist von Padre Pio, die die charakteristischen Manifestationen von mechanischem Nachplappern und Nachahmen ergibt, die typisch für den hysterischen Geist sind.“
Im Auftrag des Heiligen Offiziums untersuchte Gemelli Pater Pio im Jahr 1925 erneut und verfasste im April 1926 dazu einen Bericht. Gemelli sah als Ursache der Wunden die Verwendung einer ätzenden Substanz an. Pio habe sich diese Wunden also selbst beigefügt. Der Jesuit Festa hatte zuvor versucht, Gemellis Äußerungen zu Stigmata im Allgemeinen in Frage zu stellen. Gemelli antwortete auf diese Kritik in seinem Bericht und griff bei der Erwiderung auf seine Kenntnis von selbstbeigebrachten Wunden zurück. Er präzisierte daher seine Aussagen über die Beschaffenheit von Pios Wunden: „Jeder mit Erfahrung in forensischer Medizin und darüber hinaus mit der Vielfalt von wunden Stellen und Wunden, die selbstdestruktive Soldaten während des Krieges präsentierten, kann keinen Zweifel haben, dass diese Wunden von Erosion durch den Gebrauch einer ätzenden Substanz verursacht sind. Die Basis der wunden Stelle und ihre Form ist in jeder Weise ähnlich den Wundstellen, die bei Soldaten beobachtet werden konnten, die sie mit chemischen Mitteln am Abheilen hinderten.“
Erneut beurteilte Gemelli die geistigen Fähigkeiten Pater Pios als limitiert: „Er [Pio] ist der ideale Partner, mit dem der frühere Provinzialminister Pater Benedetto ein Inkubus-Succubus-Paar bilden kann … Er ist ein guter Priester: ruhig, still, bescheiden, mehr aufgrund des mentalen Defizits denn als aus Tugend. Eine arme Seele, fähig, ein paar stereotype Phrasen zu wiederholen, ein armer, kranker Mann, der seine Lektion von seinem Meister Pater Benedetto gelernt hat.“ Gemelli schrieb 1940 und auch später mehrfach an das Heilige Offizium über die seiner Ansicht nach unberechtigten Ansprüche auf Heiligkeit Pater Pios.

### Joseph Lemius, Votum für das Heilige Offizium von 1920
Der französische Pater Joseph Lemius, der seinerzeit Generalprokurator der Oblaten der Unbefleckten Jungfrau Maria war, wurde 1920 mit der schriftlichen Antwort auf die Frage, welche Maßnahmen, wenn überhaupt welche, das Heilige Offizium seiner Ansicht nach in Bezug auf Pater Pio treffen solle, beauftragt. Lemius beurteilte Pater Pio nicht aufgrund einer Untersuchung, sondern nach Durchsicht von Akten und Dokumenten und reichte ein sogenanntes Votum ein, in dem er erklärte, er könne schon wegen fehlender eigener Inaugenscheinnahme „nichts mit Gewißheit über den Ursprung der Stigmata sagen“, und dem Heiligen Offizium empfahl, einen apostolischen Visitator zu entsenden, was das Heilige Offizium Anfang 1921 aufgriff. In seinem Votum führte Lemius vier gleichberechtigte Hypothesen an, wie die bei Pater Pio festgestellten Wunden entstanden sein könnten:
- selbst zugefügt ab intrinseco (aufgrund einer innewohnenden krankhaften Veranlagung)
- selbst zugefügt ab extrinseco (durch Suggestion oder mutwillige Anwendung künstlicher Mittel)
- Stigmata göttlichen Ursprungs
- Stigmata teuflischen Ursprungs

Die letztere Hypothese erschien Lemius vor dem Hintergrund der Spiritualität Pater Pios als unwahrscheinlich; so verwarf er sie. Lucia Ceci schreibt hingegen, Lemius sei zu dem Schluss gekommen, Pio habe die ersten Anzeichen seiner Stigmata an Händen und Füßen durch die „schiere Kraft des Betens auf den Wunden unseres Herrn“ herbeigeführt, aber dann mit chemischen Substanzen nachgeholfen.

### Raffaele Rossi, erste Apostolische Visitation von 1921
Der Bischof von Volterra, Raffaele Rossi, ein Karmelit, wurde am 11. Juni 1921 in aller Form vom Heiligen Offizium mit der Durchführung einer kanonischen Untersuchung betreffend Pater Pio beauftragt. Rossi begann am 14. Juni in San Giovanni Rotondo seine apostolische Visitation mit der Befragung von Zeugen, zwei Diözesanpriester und sieben Ordensbrüder. Er erstellte nach achttägiger Untersuchung abschließend einen wohlwollenden Bericht, den er mit Datum vom 4. Oktober 1921, dem Fest des heiligen Franziskus von Assisi, an das Heilige Offizium sandte. Der umfangreiche und detaillierte Bericht sagte im Wesentlichen folgendes aus: Pater Pio, von dem Rossi einen günstigen Eindruck hatte, sei ein guter Ordensmann und der Konvent von San Giovanni Rotondo eine gute Kommunität. Was immer außerordentlich daran sei, was Pater Pio geschehe, könne nicht erklärt werden, geschehe aber sicher nicht durch Eingreifen des Teufels oder durch Täuschung oder Schwindel. Der öffentliche Überschwang habe stark nachgelassen. Bei der Befragung der Zeugen, die Rossi insgesamt dreimal vornahm, ließ er sich von dem zu diesem Zeitpunkt 34 Jahre alten Pater Pio auch die Stigmata zeigen und von ihrer Entstehung berichten, was er im Bericht mit „Die Stigmata sind da. Wir stehen einem wirklichen Faktum gegenüber – es ist unmöglich, das zu leugnen“ vermerkte.
In seinen unmittelbar zu Papier gebrachten Notizen und dem abschließenden Bericht beschreibt Rossi Form und Aussehen der Wunden. Die in den Händen seien „sehr sichtbar“ und seiner Ansicht nach „von einem blutigen Exsudat verursacht“ gewesen. Jene in den Füßen „waren im Verschwinden begriffen. Was beobachtet werden konnte, glich zwei punktförmigen Erhebungen mit weißerer und zarterer Haut“. In Bezug auf die Seite heißt es: „An seiner Seite erscheint das Zeichen in Form eines dreieckigen Fleckes in der Farbe von Rotwein und anderen, kleineren Flecken, die zu dieser Zeit nicht mehr die Form eines umgekehrten Kreuzes bilden.“ Rossi richtete zudem die Bitte an das Heilige Offizium, eine Chronik über Pater Pio zu Rate zu ziehen, die Pater Benedetto zusammenstelle, oder sich wenigstens von diesem zusammengetragenes Material senden zu lassen, damit man eines Tages über das Leben Pater Pios schreiben könne.
Zu den Hauptfaktoren, die Rossi im Laufe der Visitation zu der Ansicht kommen ließen, es handle sich wohl um Stigmata göttlichen Ursprungs, gehörten die Beobachtungen, es habe sich um blutige Exsudationen gehandelt. Die Anwendung von Karbolsäure rufe ein ganz anderes Bild und eine Zerstörung des Gewebes durch Entzündung oder Vereiterung hervor, die Wundmale seien jedoch frei von jeder Infektion gewesen. Sie hätten nicht den üblen Geruch geronnenen Blutes abgegeben, sondern einen sehr angenehmen, eindringlichen Duft, „ähnlich dem von Veilchen“, der auch aus der Ferne wahrnehmbar gewesen sei.
Rossi zufolge sei an den „Wundern“, die Pater Pio dem Erzpriester Giuseppe Prencipe zufolge nachgesagt wurden und die San Giovanni Rotondo so großes Aufsehen erregt hätten, kaum ein wahres Wort gewesen, wofür er Pater Pio expressis verbis bedauerte: „Zu denken, dass so viele unnütze Worte ein solch ungünstiges Licht auf diesen armen Kapuziner geworfen haben!“ Von diesen „Wundern“ wurden beispielsweise aufgezählt: die angebliche Heilung mehrerer Buckliger, des verrenkten Fußes eines Urkundsbeamten, die eines stummen Mädchens, und dass eine Glocke auf ein Gebet Pater Pios hin gesprungen sei. Auch Lucia Ceci schreibt, dass Rossi keines der zugeschriebenen Wunder habe feststellen können: „there could be no doubt: not one of the claimed miracles could be substantiated.“ („Es konnte kein Zweifel bestehen: Nicht eines der behaupteten Wunder konnte nachgewiesen werden.“) Zur Frage nach einer Bilokation gab Pio an, dass es diese nicht gegeben habe, „soweit mir bewußt ist“.

### Johannes XXIII, Nachforschungen und Tonbandaufnahmen, nach 1958
Johannes XXIII. war ausgesprochen skeptisch gegenüber Pater Pio. Zu Beginn seiner Amtszeit wurde ihm bekannt, dass Gegner von Pater Pio in seiner Klosterzelle und in seinem Beichtstuhl Abhörgeräte platziert und so dessen Beichtgespräche mit Tonbändern aufgezeichnet hatten. Auf vier Blätter außerhalb seines semi-offiziellen Tagebuchs schrieb Johannes XXIII., dass er für „P.P.“ (Padre Pio) bete. Der Inhalt dieser privaten Notizen wurde zum ersten Mal von Luzzatto publiziert. Aufgrund der Tonbandaufnahmen sei klar geworden, dass Pater Pio – sofern es denn wahr sei, was mitgeteilt werde („si vera sunt quae referentur“) – „intime und unanständige Beziehungen mit den Frauen aus seiner undurchdringlichen Prätorianergarde rund um seine Person“ habe. Johannes XXIII. hat wohl die Tonbänder nie selbst durchgehört, ging aber von der Richtigkeit dieser Ansicht aus. Nach Luzzatto hatte der Vatikan diese Abhöraktion nicht angeordnet. Johannes XXIII. hatte es Jahre zuvor vermieden, Kontakt mit Pater Pio in San Giovanni Rotondo aufzunehmen, und schrieb über seine Reaktion auf die skandalträchtigen Tonbandaufnahmen: „Der Grund für meine geistige Ruhe, und das ist ein unbezahlbares Privileg und eine Gnade, ist, dass ich mich persönlich rein fühle von dieser Verunreinigung, die seit vierzig Jahren Hunderttausende von Seelen korrodiert hat, die in unerhörtem Maße närrisch gemacht und durcheinander gebracht wurden.“ In einer weiteren Notiz schrieb Johannes XXIII., dass er Maßnahmen ergreifen wolle. Tatsächlich ordnete er eine weitere Apostolische Visitation an.

### Carlo Maccari, zweite Apostolische Visitation von 1960
Der Priester Carlo Maccari war Generalsekretär der Diözese Rom und traf Pio insgesamt neun Mal. Pio war gegenüber Maccari ausgesprochen misstrauisch. Dieser notierte in sein Tagebuch: „Verschlossenheit, Enge des Geistes, Lügen – dies sind die Waffen, die er benutzt, um meinen Fragen auszuweichen … Gesamteindruck: bedauernswert.“ Maccari forderte die Unterlassung des von Pater Pio praktizierten Kusses nach der Beichte für die Laienschwestern. In seinem Bericht vermerkte Maccari, dass Pio eine unzureichende religiöse Bildung aufwies. Er arbeite viel für einen Mann seines Alters. Er sei kein Asket und verfüge über zahlreiche Verbindungen zur außerklösterlichen Welt. Generell gebe es eine zu starke Vermischung aus dem „Sakralen“ und dem „Allzumenschlichen“. Maccari vermerkte in seinem Report namentlich, welche Frau angab, zu welcher Zeit die Geliebte von Pio gewesen zu sein – ohne klar zu beurteilen, ob all diese Aussagen der Wahrheit entsprachen. Maccari konzentrierte sich auf die Beurteilung des Fanatismus der sozialen Umgebung Pios und bezeichnet dessen Ausprägung als „religiöse Auffassungen, die schwankten zwischen Aberglaube und Magie.“ Die Anhänger von Pio bezeichnete Maccari als „enorm ausgedehnte und gefährliche Organisation“. Pio habe nie von sich aus seinen Anhängern zur Mäßigung geraten. Maccari fragte sich, wie Gott „so viel Täuschung“ zulassen könne.
Seinen kritischen Bericht beendete Maccari mit einer Liste von Empfehlungen zum weiteren Umgang mit Pater Pio. Die Brüder von Santa Maria delle Grazie sollten nach und nach versetzt werden, ein neuer Abt sollte von außerhalb der Region stammen. Niemand solle mehr als einmal pro Monat bei Pio beichten dürfen. Das Krankenhaus sollte neue gesetzliche Statuten bekommen, um die Aufgaben der Mediziner und der spirituell „heilenden“ Kapuziner strikter zu trennen. Im Anschluss an Maccaris Apostolische Visitation notierte Johannes XXIII in sein Tagebuch, dass er Pater Pio als „Strohidol“ (idolo di stoppa) sehe.

## „Zweiter Christus“
In der Literatur wird Pater Pio mehrfach als „zweiter Christus“ (lateinisch alter Christus) bezeichnet.
Luzzatto erwägt die Frage, ob ein guter Christ jemals die Möglichkeit eines solchen alter Christus akzeptieren könne und welche theologischen Schwierigkeiten damit seiner Ansicht nach verbunden seien. Auch den Zeitgenossen des heiligen Franziskus habe sich diese Frage bereits gestellt, dieser sei andererseits nicht Priester gewesen. Der heilige Franziskus habe die Stigmata gegen Ende seines Lebens empfangen, Pater Pio dagegen als junger Mann, der sie ein halbes Jahrhundert lang getragen hätte. Wenn Pater Pio die Heilige Messe gefeiert habe, seien die Stigmata, die ihn als einen blutenden alter Christus gekennzeichnet hätten, „so deutlich zutage getreten, dass man sie nur als entweder erhaben oder sakrilegisch“ ansehen hätte können. Solche Erwägungen trügen wiederum zur Erklärung der Vorsicht, Zurückhaltung und des Argwohns bei, mit denen man Pater Pio seinerzeit begegnet sei.
Luzzatto beschreibt an verschiedenen Stellen seines Buches die Sichtweise der Anhänger von Pater Pio, die ihn als lebenden Christus verstanden. Entsprechend schrieb der Bischof von Volterra Rossi, alles andere als kritisch gegenüber Padre Pio, dass Anhänger des Kapuziners diesen „in bedauernswerter Ignoranz“ zum „lebenden Christus“ erklärten.
Der römisch-katholische Schriftsteller Vittorio Messori sieht in Pater Pio hingegen ein Mahnmal des leidenden wie des auferstandenen Christus, in dessen Wunden man gleichsam mit den zweifelnden Thomas seine Finger legen könne. Messori führt ebenfalls an, dass die Stigmata zur fraglichen Zeit unterschiedliche Reaktionen ausgelöst hätten, sieht jedoch in dem Auftreten Pater Pios einen Gnadenerweis Gottes. Wenige Ereignisse des 20. Jahrhunderts hätten soviel zur Erhaltung des Glaubens beigetragen wie „die demütige Präsenz dieses alter Christus, den Gott in seiner Güte uns gewährt“ habe.

## Angebliche übernatürliche Phänomene
Das erste Wunder sei laut Rose Ann Palmer im Jahr 1896 geschehen, als Francesco Forgione neun Jahre alt war. Er soll mit einer Frau, deren Kind missgebildet war, gebetet und geweint haben, wonach das Kind durch Werfen auf einen Altar geheilt gewesen sein soll. Dies habe einen bleibenden Eindruck bei Francesco hinterlassen. 1908 soll erstmals ein Wunder geschehen sein, nachdem er seiner Tante Daria einen Sack selbst gesammelter Kastanien geschenkt hatte. Daria erlitt später bei einem Unfall Brandwunden im Gesicht und legte sich zur Linderung den wassergetränkten Sack, in dem sich zuvor die Kastanien befunden hatten, aufs Gesicht. Danach seien die Brandwunden vollständig verschwunden, ohne Narben zu hinterlassen.
Im April 1913 war die Gegend um Pietrelcina von einer Sternorrhynchaplage befallen, die für die ansässigen Bauern einen Ausfall bei der Bohnenernte bedeutet hätte. Nur durch Beten und Segnen der Felder soll Francesco alle Insekten getötet haben, wodurch die Ernte besonders reich ausgefallen sei.
Als der Enkel des Freimaurers und Atheisten Alberto Del Fante an Knochen- und Lungentuberkulose und Abszessen der Nieren unheilbar erkrankt war, bat seine Familie Pater Pio um sein Gebet für den Jungen. Del Fante wurde auf der Stelle anderen Sinnes, als er den Jungen fast unmittelbar darauf geheilt vorfand. Er pilgerte nach San Giovanni Rotondo, beichtete und fand zum Katholizismus zurück. Del Fante veröffentlichte daraufhin das Werk Padre Pio of Pietrelcina, Herald of the Lord, in dem er 36 medizinisch dokumentierte Wunder Pios beschrieb, die bis zum Jahr 1931 geschehen sein sollen.
Pater Pio wird nachgesagt, dem jungen Karol Wojtyła 1947 sowohl die Wahl zum Papst als auch das Attentat von 1981 vorausgesagt zu haben. Eine italienische Zeitung hatte bereits 1959 berichtet, dass Pio die Wahl von Angelo Roncalli zum Papst vorhergesagt habe, eine Zeitungsmeldung, die laut Luzzatto komplett erfunden gewesen sei. Mehrfache Berichte erwähnen bei der Aufzählung der Wunder auch, dass Pater Pio zur selben Zeit an ganz verschiedenen Orten überall auf der Welt erschienen sein soll (Bilokation).

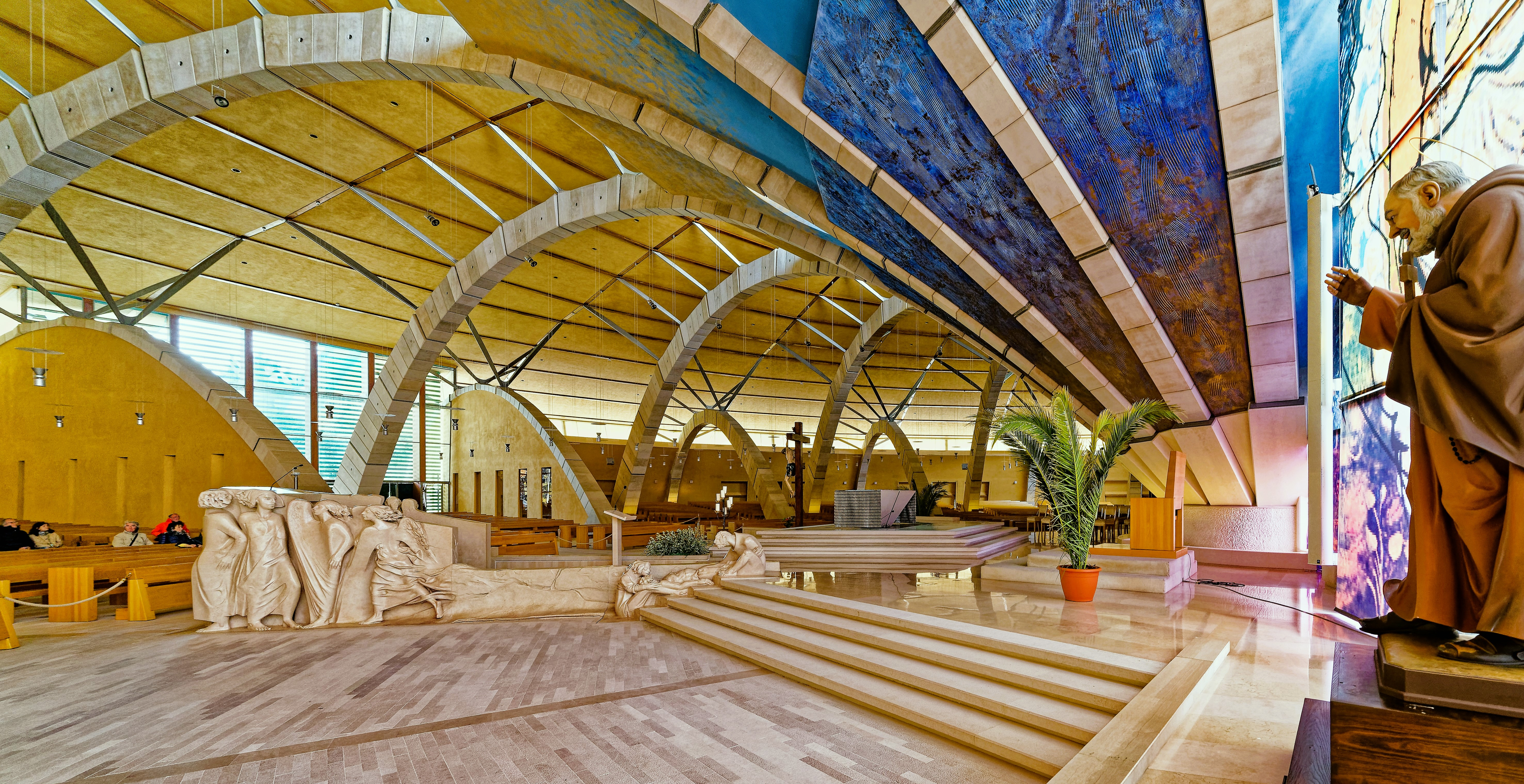
Die Kirche San Pio da Pietrelcina (Inneres)

## Verehrung und Kritik

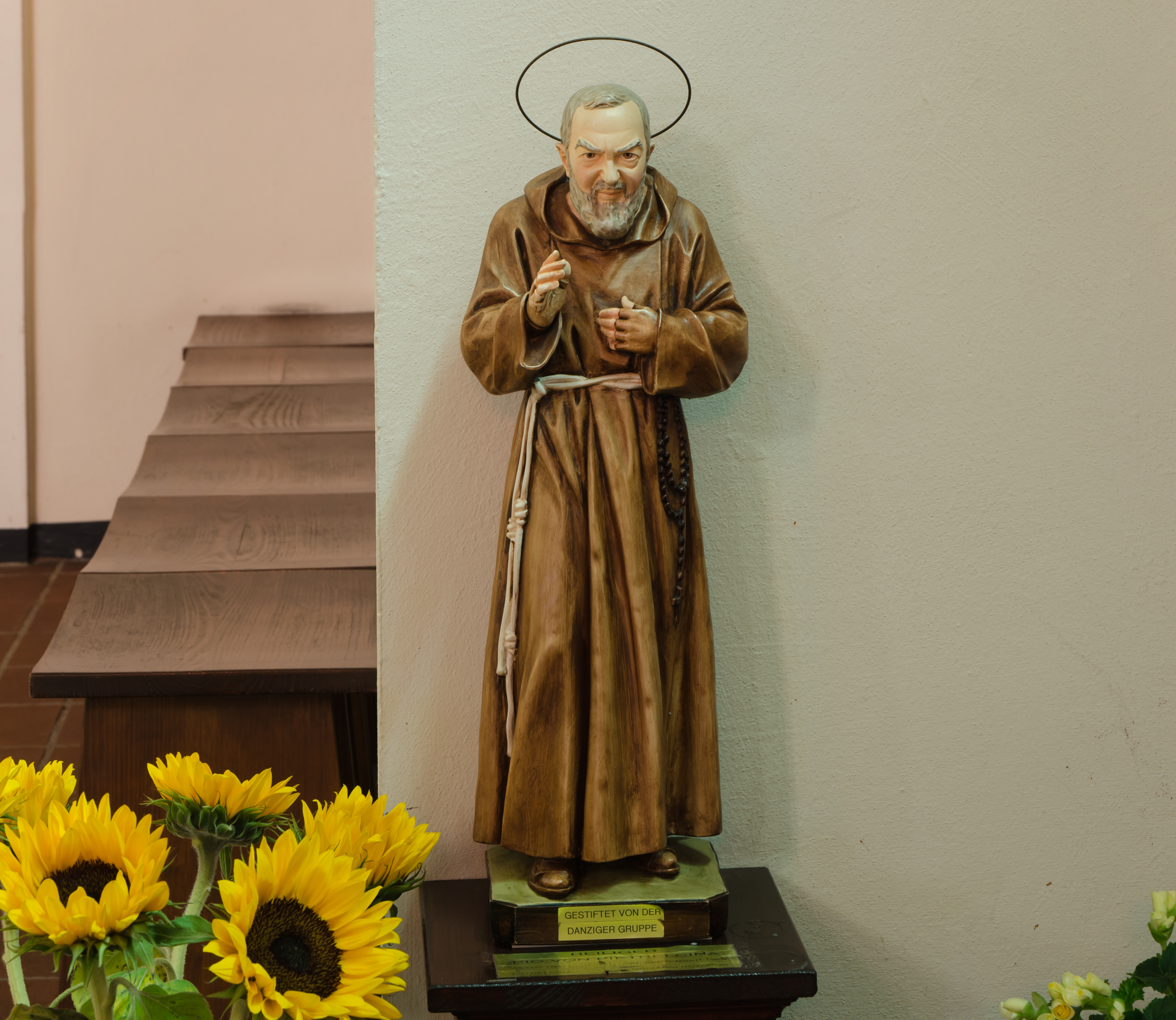
Statue von P. Pio in der Kirche St. Joseph in Hamburg-Wandsbek

Anfang der 1920er-Jahre reisten zunehmend Pilger nach San Giovanni Rotondo zu den Heiligen Messen, die Pater Pio feierte, und wählten ihn als Beichtvater. Zeitweise verboten ihm die Oberen, sich in der Öffentlichkeit zu zeigen. Der Generalprokurator der Kapuziner, Pater Melchiorre da Benisa, verbot im April 1924 in einem Rundbrief an alle Kapuzinerklöster, Pilgerreisen zu Pater Pio zu unternehmen, sich schriftlich zu ihm zu äußern oder Bilder von ihm zu verbreiten.
Am 20. März 1983, vierzehn Jahre nach dem Tod Pios von Pietrelcina, wurde der vorbereitende Ermittlungsprozess zur Seligsprechung eröffnet. Am 2. Juni 1997 wurde Pater Pio nach Feststellung des heroischen Tugendgrades zum ehrwürdigen Diener Gottes erhoben.
Am 2. Mai 1999 wurde Pater Pio seliggesprochen. Der Petersplatz war zu klein, um alle Gläubigen aufzunehmen, die der Feier beiwohnen wollten. Die Heiligsprechung folgte am 16. Juni 2002, etwa 200.000 Pilger waren dafür nach Rom gereist. Der Gedenktag Pios von Pietrelcina ist der 23. September.
Im Sommer 2004 wurde nach mehrjähriger Bauzeit die neue Kirche San Pio da Pietrelcina des Architekten Renzo Piano neben dem Grab des Paters in San Giovanni Rotondo geweiht, da die bisherige Kirche zu klein geworden war.
Die Kommerzialisierung des Heiligen in San Giovanni Rotondo wurde teils scharf kritisiert: Der Bischof von Como, Alessandro Maggiolini, sprach sich am Tag vor der Kanonisierung Pater Pios gegen die florierenden Geschäfte aus, die sich in Verbindung mit diesem Geistlichen entwickelt hätten. „Jesus Christus vertrieb die Händler aus dem Tempel, aber ich muss jetzt feststellen, dass sie zurückgekehrt sind“, sagte er in einem Interview mit der italienischen Tageszeitung La Repubblica. Auf die Wunder angesprochen, die in den beiden Kanonisierungsverfahren auf die Fürsprache Pater Pios zurückgeführt wurden, äußerte Maggiolini sich zugleich zweifelnd.

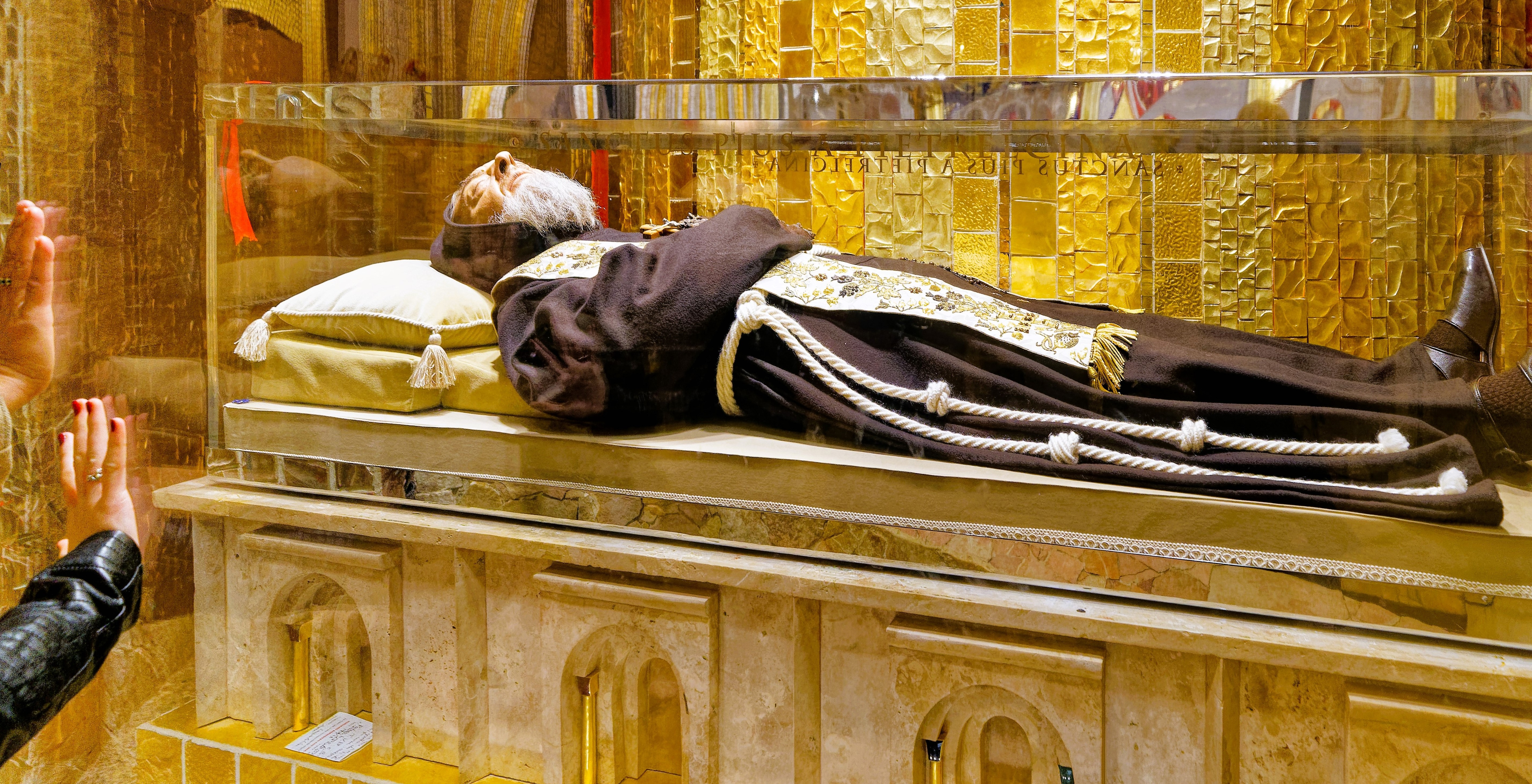
Gläserner Reliquienschrein Pater Pios

Anfang März 2008 wurde der Leichnam Pater Pios exhumiert. Die sterblichen Überreste wurden nach einer Untersuchung in der Krypta der Klosterkirche Santa Maria delle Grazie für einige Monate zur Verehrung in einen gläsernen Reliquienschrein gelegt. Der örtliche Erzbischof Domenico D’Ambrosio sagte nach der Exhumierung, bei der Sargöffnung sei sogleich und gut der Bart des Heiligen erkennbar gewesen. Der obere Teil des Schädels sei teilweise skelettiert, das Kinn war jedoch einwandfrei erhalten und der Rest des Körpers in gutem Zustand. „Wenn Pater Pio gestattet, würde ich sagen, seine Hände sahen aus wie frisch manikürt.“
Seit dem 19. April 2010 befinden sich die sterblichen Überreste Pater Pios in einem Reliquienschrein in der Unterkirche der neuen Wallfahrtsbasilika. Sein Gesicht wird von einer Silikonmaske verdeckt, die auch die buschigen Augenbrauen und den Bart nachbildet. Diese Maske wurde nach einer Fotografie des Leichnams von Pater Pio aus dem Jahre 1968 von dem Londoner Gems-Studio hergestellt, das gewöhnlich für Wachsfigurenkabinette und Völkerkundemuseen tätig ist.
Anfang Februar des außerordentlichen Heiligen Jahres der Barmherzigkeit 2016 wurden auf ausdrücklichen Wunsch Papst Franziskus’ die Reliquien Pater Pios zur Verehrung nach Sankt Laurentius vor den Mauern und von dort in einer Prozession in den Petersdom gebracht, wo sie bis nach Aschermittwoch des Jahres blieben. Papst Franziskus selbst betete am 6. Februar 2016 am Schrein des Heiligen.
Am 17. März 2018 unternahm Papst Franziskus eine Wallfahrt nach San Giovanni Rotondo. Im Oktober 2018 gab die Vatikanstadt eine 2-Euro-Gedenkmünze zum Gedächtnis des 50. Todestages von Pater Pio heraus.

## Filme
Der Schweizer Priester Hans Buschor drehte 1968 den Dokumentarfilm Pater Pio, Vater von Millionen, eine Filmbiografie mit zahlreichen Augenzeugenberichten und historischen Filmaufnahmen aus Pios Leben, seiner letzten Messe und seiner Beerdigung. Aus dem Erlös des Films finanzierte Buschor den katholischen Fernsehsender K-TV; in seinem Studio stand eine Statue Pater Pios, die bei vielen Sendungen im Hintergrund sichtbar war.
Carlo Carlei verfilmte 2000 das Leben Pater Pios für das Fernsehen unter dem Titel Padre Pio mit Sergio Castellitto in der Hauptrolle. 2022 lief Abel Ferraras Version Padre Pio bei den Filmfestspielen von Venedig.